# ألفريدو كريستياني
ألفريدو كريستياني (بالإسبانية: Alfredo Cristiani) (و. 1947 – م) هو سياسي من السلفادور ولد في سان سلفادور.

## التعليم
تعلم في جامعة جورجتاون.

## روابط خارجية
- ألفريدو كريستياني على موقع الموسوعة البريطانية (الإنجليزية)
- ألفريدو كريستياني على موقع مونزينجر (الألمانية)